# ذي عكإبر (الرضمة)

تعديل مصدري - تعديل

ذي عكابر محلة تابعة لقرية قبلي، التابعة لعزلة شيزر بمديرية الرضمة إحدى مديريات محافظة إب في الجمهورية اليمنية.، بلغ تعداد سكانها 69 حسب تعداد اليمن لعام 2004.